# 4 Reeves
4 Reeves (Four Reeves) war eine Hip-Hop-Band in den 1990er Jahren, die aus den Geschwistern Shary, Jim († 2016), Andrew und Terry Reeves aus Köln bestand. Nach dem Ausstieg von Jim Reeves wurde die Band in D'Reeves umbenannt.

## Bandgeschichte
Anfang der 1990er Jahre traten die vier Geschwister erstmals öffentlich als Dance Formation 4 Reeves auf und lernten über eine Agentur das Produzententeam Franz Plasa und Peter Hoffmann (Hopla Productions) kennen. Obwohl die englischsprachigen Singles Party und Jumpin’ Achtungserfolge in den deutschen Dancecharts erzielten, entschieden sich die Geschwister nach einem Auftritt in Köln, wo sie vor 100.000 Zuschauern beim Arsch-huh-Konzert am Chlodwigplatz auftraten, weiter auf Deutsch zu texten und zu singen. Nach der Trennung von dem Produzententeam kümmerte sich Andrew Reeves fortan um die Musik. Unterdessen arbeitete der ehemalige 4 Reeves-Produzent Peter Hoffmann ab 2002 mit der deutschen Rockband Tokio Hotel zusammen. Als erste Band überhaupt präsentierten sie den Kölsch Rap. Die 4 Reeves gehörten in den frühen 1990er Jahren neben der Gruppe Die Fantastischen Vier zu den ersten deutschen Hip-Hop-, Soul- und R&B-Bands. Sie erhielten parallel zu den Stuttgartern mit als eine der ersten deutschen Rap-Formationen einen „Major Deal“ und wurden, nachdem sie bereits 1991 bei Warner Brothers’ Label East/West einen Major-Vertrag hatten, von Chlodwig Musik (BMG Ariola) unter Vertrag genommen.
1993 unterstützte Mola Adebisi die Gruppe als Gastrapper bei ihren Liveauftritten. In den Medien wurde Adebisi als „Cousin“ vorgestellt, obwohl er nicht zur Familie gehörte. 1994 waren 4 Reeves zusammen mit der deutschen Fußballnationalmannschaft auf der Platte Everybody’s Going to the USA zu hören. Das Lied stellten sie am 28. Mai 1994 in der 88. Ausgabe der ZDF-Fernsehshow Wetten, dass..? in Hannover vor.
1995 verließ Jim Reeves zugunsten seiner Solokarriere die Formation, was zur Folge hatte, dass sich 4 Reeves von nun an in D’Reeves umbenannten. Ab 1995 hatte Jim Reeves großen Erfolg mit dem Musikprojekt Sqeezer. 1996 erschien die letzte Singleveröffentlichung Mein Masseur der 4 Reeves.
2012 traten Shary, Andrew und Terry Reeves ohne Jim als D'Reeves bei der Neuauflage des Arsch-huh-Konzertes auf und veröffentlichten das neue Lied Wir geben nicht auf.
Am 1. Februar 2016 wurde Jim Reeves tot in einem Hostel in Berlin aufgefunden. Laut dem Obduktionsergebnis war die Todesursache stumpfe Gewalt gegen Kopf und Oberkörper.
Terry Reeves arbeitet hauptberuflich als Krankenschwester in einer forensischen Psychiatrie. Außerdem ist Terry Reeves als Hundetrainerin tätig.
2023 veröffentlichte die Filmemacherin Katharina Gugel einen 80-minütigen Dokumentarfilm namens Die 4 Reeves und ein Todesfall über die HipHop-Combo, der die Hintergründe zum Tötungsdelikt an Sänger Jim Reeves aufarbeitet.

## Bandmitglieder

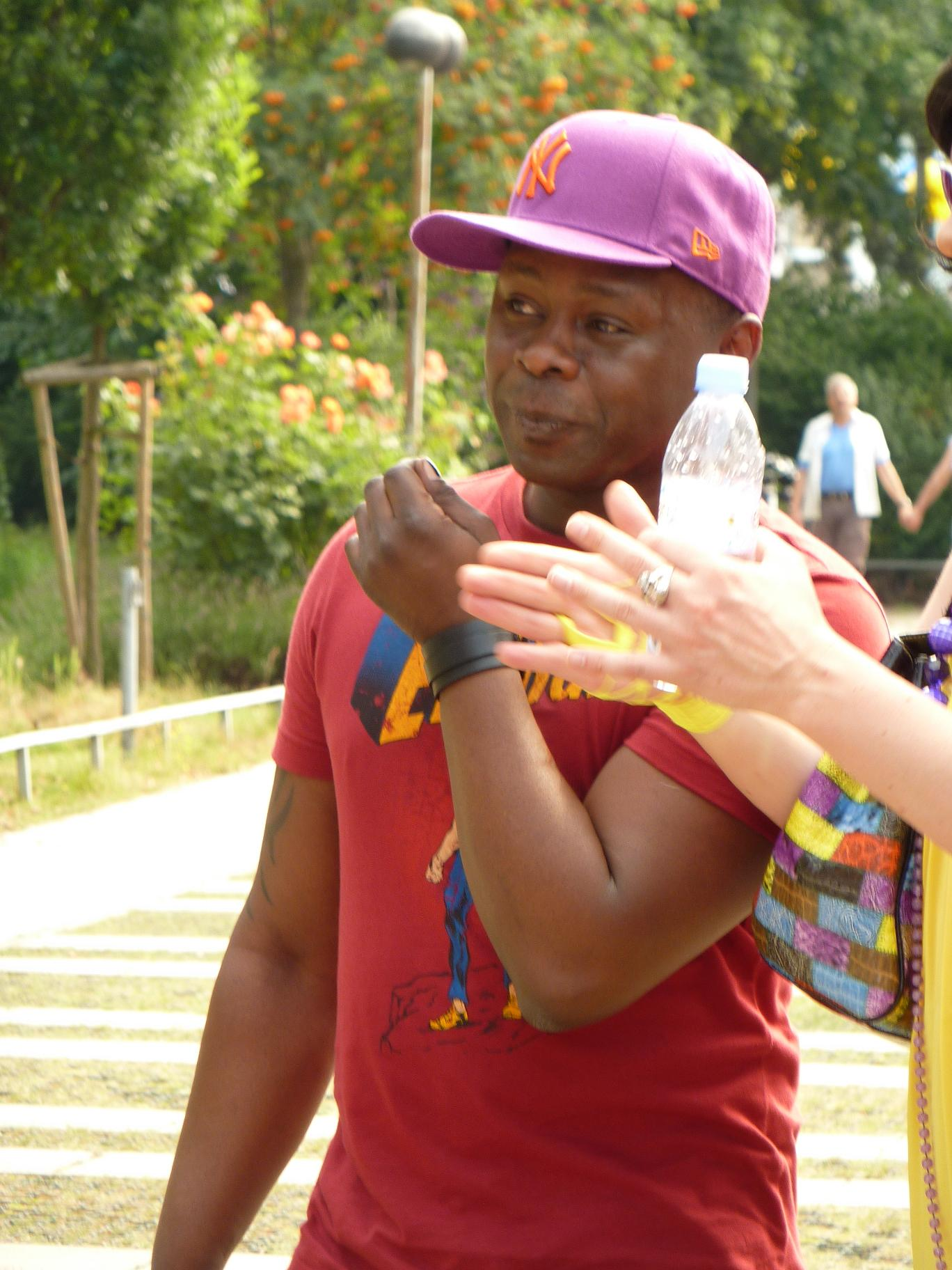
Jim Reeves
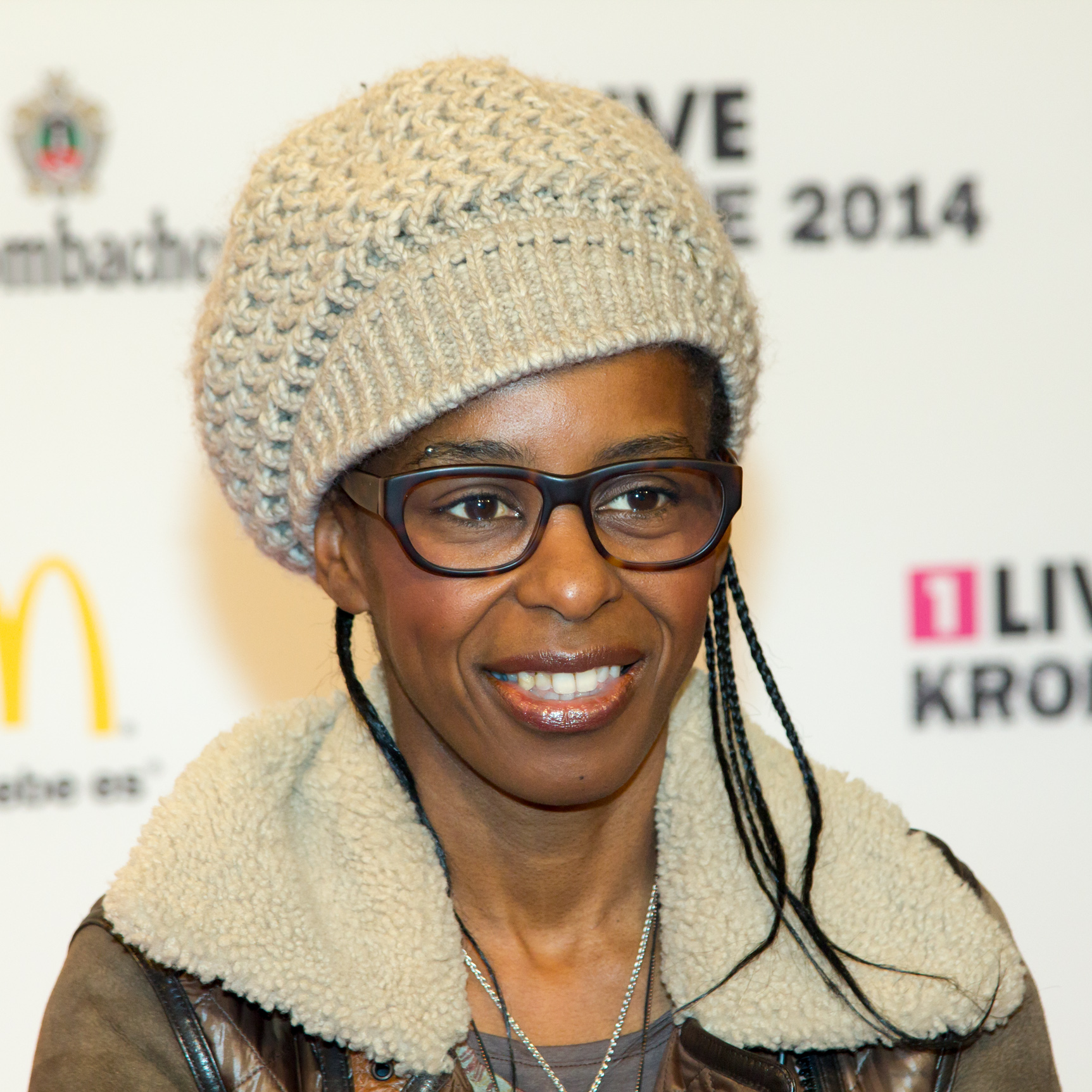
Shary Reeves
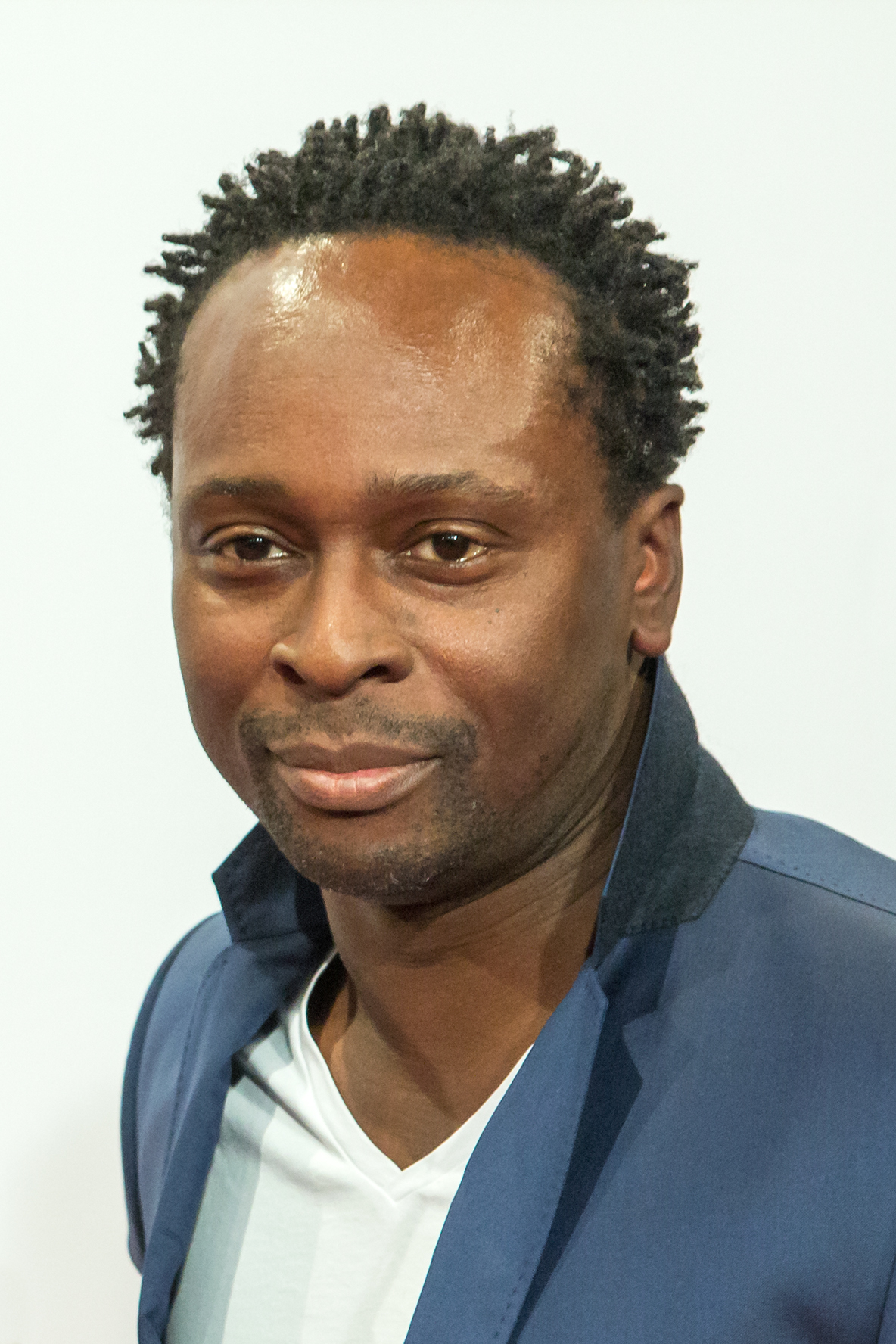
Andrew Reeves

## Diskografie

### Alben
- 1994: Jambo!

### Singles
- 1991: Party (englisch)
- 1992: Jumpin’ (englisch, produziert von Harold Faltermeyer)
- 1993: Keine Macht den Doofen
- 1993: Jambo!
- 1993: Everybody’s Going to the USA - 4 Reeves & Die Deutsche Fußballnationalmannschaft
- 1994: Hackevollgas - Mensch Was Soll Das?
- 1994: Karibu (mit Mola Adebisi)
- 1996: Mein Masseur (als D’Reeves)

### Weitere Veröffentlichungen
- 1996: Die Maus ist Kult (auf dem Sampler Die CD mit der Maus)
- 2012: Wir geben nicht auf (feat. Dacia Bridges) (auf dem Sampler Arsch Huh 2012)